# Bezstresowe wychowanie
Bezstresowe wychowanie – potoczna nazwa zbioru różnych teorii i praktycznych systemów pedagogicznych, które powstały w latach 1950–1970 na bazie psychologii humanistycznej w nurcie rewolucji obyczajowej. Zdaniem Marii Rozmus zachowania składające się na praktykę nazywaną „bezstresowym wychowaniem” są połączeniem wybranych elementów następujących teorii i systemów pedagogicznych:
- wychowanie permisywne (permissive parenting)[2]
- edukacja humanistyczna (humanistic education)
- edukacja nienarzucająca opinii i ocen (value-free education)
- antypedagogika
- edukacja afektywna (affective education)
- wychowanie bez granic
- wychowanie pajdocentryczne
- progresywizm wychowawczy (John Dewey)[3].

Za propagatora koncepcji bezstresowego wychowania uchodzi Benjamin Spock, autor popularnego podręcznika wychowania dzieci wydanego w 1946 roku, w którym proponuje wychowanie uznające podmiotowość dziecka. Spock twierdził jednak, że zrównywanie postulowanego przez niego szacunku do dziecka z permisywizmem to nadinterpretacja. Pod koniec życia wydał książkę „Lepszy świat dla naszych dzieci”, prezentującą konserwatywne poglądy na wychowanie.
Wymienione koncepcje pedagogiczne były krytykowane, m.in. za negowanie tradycyjnej, hierarchicznej struktury społecznej, podważanie autorytetu rodzicielskiego, wpajanie uczniom postaw egocentrycznych i egoistycznych, destabilizację emocjonalną oraz ścisłe związki z humanizmem świeckim i ateizmem.
W.R. Coulson, twórca „edukacji afektywnej” po 20 latach jego prowadzenia, w 1989, roku określił swój projekt jako nieudany i zadeklarował, że jest „winien przeprosiny rodzicom”. W innym wywiadzie Coulson określił skutki „edukacji humanistycznej” jako „niszczące” oraz przynoszące skutki odwrotne do zamierzonych. Coulson zwrócił również uwagę, że sponsorem jego oryginalnego projektu były koncerny tytoniowe, dla których była to jego zdaniem forma przyciągnięcia nowych klientów przez zatarcie negatywnych sygnałów na temat palenia tytoniu przekazywanych młodzieży w szkołach.
Z kolei John Dewey nie zgadzał się na utożsamianie pojęć wychowania progresywnego z permisywnym.
W polskiej prasie pojęcie „wychowania bezstresowego” jest stosowane głównie w znaczeniu „wychowania bez granic”, czyli permisywnego, opartego na leseferyzmie (w odróżnieniu od autorytarnego i autorytatywnego), braku kar, braku oczekiwań rodziców oraz znacznej swobodzie zachowań dziecka. Samo pojęcie „wychowania bezstresowego” występuje tylko w polskiej literaturze – w terminologii angielskiej używa się najczęściej nazwy „permissive parenting”, czyli „wychowanie permisywne” wprowadzonej przez Dianę Baumrind.
W Polsce szkoły reklamujące stosowanie metod „bezstresowego wychowania” pojawiły się na początku lat 90. jako element swoistej mody i przeciwwaga dla autorytarnego wychowania. Pierwszą z nich była szkoła Stowarzyszenia Kultury i Edukacji uruchomiona w 1993 roku. Rok później uruchomiona została szkoła „Greenpol” stosująca system szybkiego uczenia Michaela Gordona i również deklarująca stosowanie metod „bezstresowej edukacji”. W latach 90. hasło „bezstresowego wychowania” zostało stopniowo porzucone przez ośrodki wychowawcze, choć bywa używane w języku potocznym jako określenie bezradności czy po prostu braku wychowania.